# Claremore (Oklahoma)
Claremore es una ciudad ubicada en el condado de Rogers en el estado estadounidense de Oklahoma. En el año 2010 tenía una población de 18.581 habitantes y una densidad poblacional de 584,31 personas por km².

## Geografía

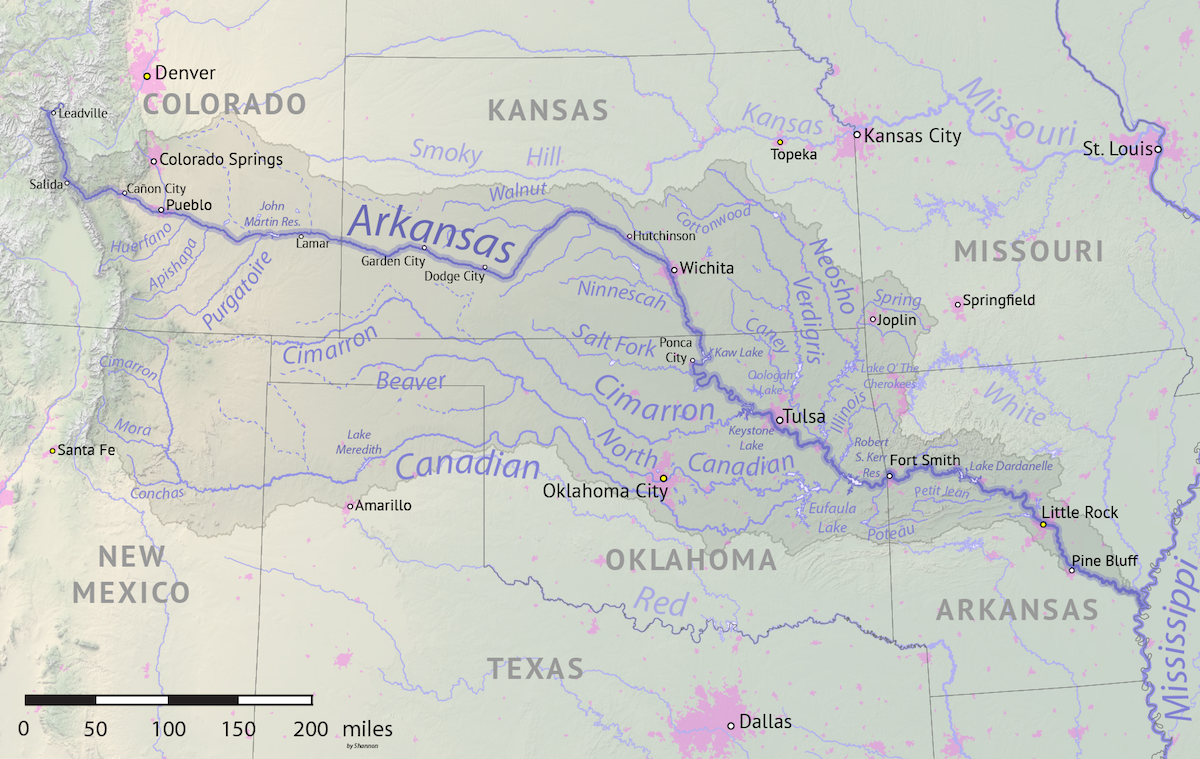
Mapa del río Arkansas en el que aparece Claremore al norte de Tulsa.

Claremore se encuentra ubicada en las coordenadas 36°18′55″N 95°36′46″O / 36.31528, -95.61278 (36.315181, -95.612784), a poca distancia al norte de Tulsa y el río Arkansas.

## Demografía
Según la Oficina del Censo en 2000 los ingresos medios por hogar en la localidad eran de $34,547 y los ingresos medios por familia eran $45,810. Los hombres tenían unos ingresos medios de $36,227 frente a los $21,742 para las mujeres. La renta per cápita para la localidad era de $17,853. Alrededor del 11.9% de la población estaban por debajo del umbral de pobreza.